# Sci di fondo ai IX Giochi asiatici invernali - Sprint femminile
La gara della sprint femminile si è svolta l'8 febbraio 2025 allo Yabuli Ski Resor di Harbin, in Cina. 

## Risultati

### Qualificazioni
| Pos | Atleta                     | Nazione       | Tempo   |
| --- | -------------------------- | ------------- | ------- |
| 1   | Meng Honglian              | Cina          | 3:31.39 |
| 2   | Chen Lingshuang            | Cina          | 3:35.15 |
| 3   | Darya Ryazhko              | Kazakistan    | 3:39.72 |
| 4   | Nadezhda Stepashkina       | Kazakistan    | 3:40.50 |
| 5   | Dinigeer Yilamujiang       | Cina          | 3:40.64 |
| 6   | Chika Kobayashi            | Giappone      | 3:44.05 |
| 7   | Xeniya Shalygina           | Kazakistan    | 3:44.90 |
| 8   | Ariuntungalag Enkhbayar    | Mongolia      | 3:48.76 |
| 9   | Li Lei                     | Cina          | 3:50.38 |
| 10  | Yuka Yamazaki              | Giappone      | 3:53.76 |
| 11  | Mariya Lyuft               | Kazakistan    | 3:55.84 |
| 12  | Lee Eui-jin                | Corea del Sud | 3:58.36 |
| 13  | Han Da-som                 | Corea del Sud | 4:02.71 |
| 14  | Ariunbold Tumur            | Mongolia      | 4:04.82 |
| 15  | Nomin-Erdene Barsnyam      | Mongolia      | 4:05.33 |
| 16  | Mayu Yamamoto              | Giappone      | 4:06.72 |
| 17  | Lee Ji-ye                  | Corea del Sud | 4:14.68 |
| 18  | Samaneh Beyrami Baher      | Iran          | 4:15.77 |
| 19  | Nandintsetseg Naranbat     | Mongolia      | 4:33.13 |
| 20  | Sahel Tir                  | Iran          | 4:45.03 |
| 21  | Atefeh Salehi              | Iran          | 5:04.50 |
| 22  | Farnoosh Shemshaki         | Iran          | 5:13.75 |
| 23  | Natthaatcha Chatthitimetee | Thailandia    | 5:17.59 |
| 24  | Bhavani Thekkada Nanjunda  | India         | 5:34.69 |
| 25  | Phatcharapha Sangchan      | Thailandia    | 5:37.36 |
| 26  | Syrelle Lozom              | Libano        | 5:50.89 |
| 27  | Diana Taalaibekova         | Kirghizistan  | 6:00.20 |
| —   | Caren Succar               | Libano        | DNS     |

### Quarti di finale

#### Batteria 1
| Pos | Atleta        | Tempo   |
| --- | ------------- | ------- |
| 1   | Meng Honglian | 3:34.86 |
| 2   | Mariya Lyuft  | 3:41.33 |
| 3   | Yuka Yamazaki | 3:41.56 |
| 4   | Sahel Tir     | 4:46.04 |
| 5   | Atefeh Salehi | 4:56.67 |

#### Batteria 2
| Pos | Atleta                    | Tempo   |
| --- | ------------------------- | ------- |
| 1   | Xeniya Shalygina          | 3:48.36 |
| 2   | Nadezhda Stepashkina      | 3:48.89 |
| 3   | Ariunbold Tumur           | 3:50.85 |
| 4   | Lee Ji-ye                 | 4:06.80 |
| 5   | Bhavani Thekkada Nanjunda | 5:34.64 |
| 6   | Diana Taalaibekova        | 5:45.07 |

#### Batteria 3
| Pos | Atleta                | Tempo   |
| --- | --------------------- | ------- |
| 1   | Dinigeer Yilamujiang  | 3:40.05 |
| 2   | Chika Kobayashi       | 3:43.18 |
| 3   | Mayu Yamamoto         | 3:53.76 |
| 4   | Nomin-Erdene Barsnyam | 4:03.38 |
| 5   | Phatcharapha Sangchan | 5:14.05 |
| 6   | Syrelle Lozom         | DNF     |

#### Batteria 4
| Pos | Atleta                 | Tempo   |
| --- | ---------------------- | ------- |
| 1   | Chen Lingshuang        | 3:44.35 |
| 2   | Li Lei                 | 3:45.30 |
| 3   | Lee Eui-jin            | 3:52.65 |
| 4   | Nandintsetseg Naranbat | 4:21.04 |
| 5   | Farnoosh Shemshaki     | 5:36.46 |

#### Batteria 5
| Pos | Atleta                     | Tempo   |
| --- | -------------------------- | ------- |
| 1   | Darya Ryazhko              | 3:46.99 |
| 2   | Ariuntungalag Enkhbayar    | 3:49.71 |
| 3   | Han Da-som                 | 3:53.21 |
| 4   | Samaneh Beyrami Baher      | 4:21.94 |
| 5   | Natthaatcha Chatthitimetee | 5:51.53 |

### Semifinali

#### Semifinale 1
| Pos | Atleta               | Tempo   |
| --- | -------------------- | ------- |
| 1   | Meng Honglian        | 3:29.12 |
| 2   | Dinigeer Yilamujiang | 3:29.61 |
| 3   | Nadezhda Stepashkina | 3:31.44 |
| 4   | Mariya Lyuft         | 3:38.00 |
| 5   | Xeniya Shalygina     | 3:38.43 |
| 6   | Ariunbold Tumur      | 4:11.70 |

#### Semifinale 2
| Pos | Atleta                  | Tempo   |
| --- | ----------------------- | ------- |
| 1   | Chen Lingshuang         | 3:31.44 |
| 2   | Li Lei                  | 3:31.77 |
| 3   | Darya Ryazhko           | 3:32.56 |
| 4   | Chika Kobayashi         | 3:36.42 |
| 5   | Ariuntungalag Enkhbayar | 3:49.27 |
| 6   | Yuka Yamazaki           | 3:51.94 |

### Finale
| Pos | Atleta               | Tempo   |
| --- | -------------------- | ------- |
| 1   | Li Lei               | 3:25.25 |
| 2   | Meng Honglian        | 3:25.91 |
| 3   | Dinigeer Yilamujiang | 3:28.56 |
| 4   | Darya Ryazhko        | 3:34.35 |
| 5   | Nadezhda Stepashkina | 3:36.47 |
|     | Chen Lingshuang      | DSQ     |